# Carla Sacramento
Carla Cristina Paquete do Sacramento (Lisboa, 10 de dezembro de 1971) é uma atleta portuguesa já retirada. Meio-fundista, especialista nos 1500 metros, foi campeã do mundo em 1997 e recebeu a Medalha Olímpica Nobre Guedes no mesmo ano. Conquistou várias medalhas em grandes competições internacionais e superou por mais de duas dezenas de vezes os recordes nacionais. Apesar de já não competir, os seus máximos nacionais dos 800, 1500 e 3000 metros ainda perduram.

## Carreira
Descendente de são-tomenses, Carla Sacramento nasceu em Lisboa, mas viveu sempre nas Paivas, freguesia do Seixal. Aos 7 anos de idade começou a correr e logo deu nas vistas, alcançando o 2º lugar numa prova comemorativa do 25 de Abril. Aos 10 anos já corria pelo Clube Desportivo de Paivas, o qual representou durante quatro anos. Depois de uma curta passagem pelo Fogueteiro, transferiu-se em 1986 para o SL Benfica, clube pelo qual fez a transição de juniores para seniores. Durante o período em representou os Encarnados, começou a conquistar títulos de campeã nacional, tanto nos 800 como nos 1500 metros. Em 1990 participa no Mundial de juniores, classificando-se a um lugar do pódio (4º lugar), em ambas as disciplinas.

### Estreia nos Jogos Olímpicos
O ano de 1992 marca a estreia olímpica da atleta, que se tinha acabado de mudar para o Sporting CP. Em Barcelona decide participar tanto nos 800 como nos 1500 metros. Os resultados são dentro do esperado, com a eliminação precoce nas duas provas, nas meias-finais. Funcionou como primeira experiência para Carla Sacramento, que viria a participar em mais 3 Jogos Olímpicos, durante a sua extensa carreira.
No período em que representou os Leões, renovou os seus títulos nacionais de 800 metros e estreou-se em todas as grandes competições internacionais, ao serviço da seleção nacional. Em 1993 consegue um 7º lugar no Mundial de pista coberta, realizado em Toronto. Em Estugarda, no Mundial ao ar livre, um 11º lugar confirmou as boas indicações deixadas no início do ano.

### Primeiras medalhas
No princípio da temporada de 1994 assina pelo Maratona CP, clube que representaria durante o resto da sua carreira. Foi neste ano que chegou à primeira medalha internacional, nos Europeus de pista coberta. Em Paris, chegou à medalha de bronze nos 800 metros. Carla Sacramento terminou com o tempo de 2:01.12, a 1 segundo de distância das duas primeiras classificadas, que ficaram separadas por apenas 7 centésimos. No verão do mesmo ano deu-se a participação nos Europeus ao ar livre, em Helsínquia. O sucesso não foi o mesmo das provas indoor, e a atleta de 23 anos ficou em 6º lugar, tanto em 800 como em 1500 metros.
O ano seguinte trouxe mais sucessos à meio-fundista nacional, com a conquista de mais uma medalha de prata, desta feita nos Mundiais indoor de Barcelona. Carla Sacramento só perdeu para a norte-americana Regina Jacobs, por 4 décimos de diferença. A boa forma continuou bem presente e em Gotemburgo, no Campeonato do Mundo ao ar livre, consegue o 3º lugar, que lhe dá a quarta medalha em grandes provas (2 de prata e 2 de bronze). A sua primeira medalha ao ar livre aconteceu no mesmo dia em que Fernanda Ribeiro conquistou o título mundial na prova dos 10000 metros. Carla Sacramento terminou a corrida em 4:03.79, contribuindo decisivamente para uma das melhores participações de sempre do atletismo português em Mundiais, com 4 lugares no pódio (ouro para Manuela Machado, ouro e prata para Fernanda Ribeiro e bronze para Sacramento).

### Campeã da Europa e do Mundo
Em ano de Jogos Olímpicos, a primeira participação internacional da corredora do Maratona CP aconteceu nos Europeus indoor de Estocolmo. Esta seria uma prova marcante para o resto da carreira de Carla Sacramento, pois representaria a sua primeira medalha de ouro. Na Globe Arena, na capital sueca, a portuguesa arrancou na última volta para uma vitória sem contestação, com o tempo de 4:08.95, quase um segundo à frente de Yekaterina Podkopayeva, sagrando-se campeã da europa indoor de 1500 metros.
O objetivo para os Jogos de Atlanta era de conquistar um lugar no pódio. Depois de conseguir a qualificação para a final com relativa facilidade, as dificuldades aumentaram na prova decisiva. A corrida foi de um ritmo forte desde a partida, o que não favoreceu o estilo da portuguesa, que nunca conseguiu descolar do pelotão. O resultado foi um meritório 6º lugar, mas que deixou um gosto amargo porque se tratava da grande oportunidade olímpica da sua carreira. A atleta não conseguiu superar os problemas de saúde que a afetaram nessa fase. Mais tarde nesse ano descobriu-se que se tratava de uma anemia, que foi curada a tempo para os Mundiais de 1997.
Carla Sacramento não perdeu tempo a carpir mágoas e logo apontou baterias para os desafios vindouros. 1997 marcou a grande vitória da sua carreira, o título de campeã do Mundo. Depois do 5º lugar dos Mundiais em pista coberta, foi na capital grega, Atenas que venceu os 1500 metros dos Mundiais. A vitória foi categórica, com a melhor marca do ano para a corredora (4:04.24), distante da segunda classificada, a velha conhecida da portuguesa, Regina Jacobs. Uma pequena vingança de Carla Sacramento que tinha perdido o medalha de ouro para a norte-americana em 1995, nos Mundiais indoor de Barcelona.

### Mudança para Madrid
Foi neste ano de 1997 que a meio-fundista do Maratona CP se mudou para Espanha. A ligação ao treinador Miguel Mostaza propiciou esta mudança de ares para a capital espanhola. No ano seguinte, nova medalha de prata. Nos Campeonatos da Europa de Budapeste só a campeã olímpica dos 800 e 1500 metros, Svetlana Masterkova, impediu a portuguesa de juntar o título europeu ao título mundial. Ainda assim, foi a primeira e única medalha conquistada por Carla Sacramento, em Europeus ao ar livre.
A 6 de outubro de 1998, foi agraciada com o grau de Oficial da Ordem do Infante D. Henrique.

### Lesões e ocaso da carreira
Entre 1999 e 2002 Carla Sacramento não voltou a conquistar qualquer resultado relevante em grandes competições internacionais. No entanto, esteve bem perto por algumas ocasiões de voltar a subir ao pódio. Nos Mundiais de Sevilha de 1999, conseguiu um 5º lugar e não conseguiu defender o seu título. A portuguesa partiu para a frente bem cedo na corrida e acabou por pagar caro esse esforço inicial. As forças faltaram-lhe à entrada para a curva final, quando ainda ia em 1.º lugar, acabando por ser ultrapassada por 4 atletas, num final algo penoso para a campeã. Foi uma derrota difícil de digerir e uma lesão impediu-a de participar nos Europeus de pista, de 2000.
O cenário não era o ideal à partida para Sydney 2000. O cenário de Sevilha repetiu-se e Carla perdeu imensas posições na parte final da corrida dos 1500 metros. Acabou a prova com um tempo bastante modesto, 4.11,15, cerca 14 segundos mais lenta que o seu máximo pessoal. O "quase" voltou a ser a palavra mais repetida para Carla Sacramento, no ano seguinte. Tanto nos Mundiais de Lisboa como em Edmonton ficou na posição mais indesejada de todas, o 4º lugar. Na sua terra natal, em Março, perdeu o bronze por 2 centésimos, mesmo em cima da linha da meta. Na cidade canadiana voltou a perder o 3º posto na reta final da corrida. Em ambos os casos o carrasco da portuguesa foi a russa Natalya Gorelova.

### Último pódio e final de carreira
Foi nos 3000 metros que a atleta portuguesa voltou aos bons resultados, conquistando a sua última medalha da carreira. Em Viena, nos Europeus de pista, Carla Sacramento sagrou-se vice-campeã da Europa, apenas atrás de Marta Dominguez, com o tempo de 8.53,96. Foi a terceira posição no pódio para Portugal nestes campeonatos, depois do ouro de Rui Silva (1500 metros) e da prata de Naide Gomes (pentatlo).
Depois deste triunfo, a meio-fundista do Maratona CP não mais conseguiu manter um nível alto. Na antecâmara dos Jogos Olímpicos de Atenas, Carla Sacramento não passou do 12º lugar nos Europeus de Munique e foi eliminada nas meias finais do Mundial de Paris. Nas Olimpíadas, novo fracasso, e nova eliminação na semifinal, acabando a prova longe das 7 primeiras que se apuravam. O resultado da sua última participação olímpica foi um 10º lugar, resultante de mais uma ponta final dececionante. Dois anos passados colocava ponto final numa carreira recheada de sucessos, com 35 anos de idade.

## Palmarés

### Jogos Olímpicos
- Atenas 2004 (1500 metros) - (Meias-Finais)
- Sydney 2000 (1500 metros) - (10.º lugar)
- Atlanta 1996 (1500 metros) - (6.º lugar)
- Barcelona 1992 (1500 metros) - (Meias-Finais)
- Barcelona 1992 (800 metros) - (Meias-Finais)

### Campeonatos do Mundo
- Paris 2003 (1500 metros) - (Meias-Finais)
- Edmonton 2001 (1500 metros) - (4.º lugar)
- Sevilha 1999 (1500 metros) - (5.º Lugar)
- Atenas 1997 (1500 metros) - (Medalha de Ouro)
- Gotemburgo 1995 (1500 metros) - (Medalha de Bronze)
- Estugarda 1993 (1500 metros) - (11.º lugar)
- Estugarda 1993 (800 metros) - (Qualificações)

### Campeonatos da Europa
- Munique 2002 (1500 metros) - (12.º lugar)
- Budapeste 1998 (1500 metros) - (Medalha de Prata)
- Helsínquia 1994 (1500 metros) - (6.º lugar)
- Helsínquia 1994 (800 metros) - (6.º lugar)

### Mundiais de Pista Coberta
- Lisboa 2001 (1500 metros) - (4.º lugar)
- Paris 1997 (1500 metros) - (5.º lugar)
- Barcelona 1995 (1500 metros) - (Medalha de Prata)
- Toronto 1993 (1500 metros) - (7.º lugar)

### Europeus de Pista Coberta
- Viena 2002 (3000 metros) - (Medalha de Prata)
- Estocolmo 1996 (1500 metros) - (Medalha de Ouro)
- Paris 1994 (800 metros) - (Medalha de Bronze)

### Outros Títulos
Campeonatos Nacionais
- 5 Campeonatos Nacionais 800 metros: (1986, 1987, 1993, 1994 e 1995)
- 1 Campeonato Nacional 1500 metros: (1991)
- 4 Campeonatos Nacionais em pista coberta 800 metros: (1988, 1992, 1993 e 1994)
- 2 Campeonatos Nacionais em pista coberta 1500 metros: (1992 e 1994)
- 1 Campeonato Nacional em Corta Mato Longo: (2002)

Campeonatos do Mundo de Juniores
- (1990 - Plovdiv) 800 metros (4.º lugar)
- (1990 - Plovdiv) 1500 metros (4.º lugar)

Campeonatos do Mundo de Corta Mato
- (1998 - Marrakech) Corta Mato Curto (19.º lugar)
- (2000 - Vilamoura) Corta Mato Curto (7.º lugar e medalha de ouro por equipas)
- (2001 - Oostende) Corta Mato Curto (7.º lugar)
- (2002 - Dublin) Corta Mato Curto (25.º lugar)

Campeonatos do Mundo Juniores Corta Mato
- (1989 - Stavanger) (40.º lugar)
- (1990 - Aix-les-Bains) (17.º lugar)

## Recordes pessoais
- 400 metros: 54,29 (Maia - 1996)
- 800 metros: 1.58,94 (Zurique - 1997) - (Recorde Nacional)[2]
- 1500 metros: 3.57,71 (Monte Carlo - 1998) - (Recorde Nacional)[2]
- 3000 metros: 8.30,22 (Monte Carlo - 1998) - (Recorde Nacional)[2]
- 5000 metros: 15.52,54 (Sevilha - 2000)
- 10000 metros: 34.16,00 (Madrid - 2004)